# Oliver Tarvet
Oliver Tarvet (* 29. Oktober 2003 in St Albans) ist ein britischer Tennisspieler aus England.

## Karriere
Tarvet spielte zwischen 2018 und 2021 auf der ITF Junior Tour. Dort nahm er einzig 2021 mit den Wimbledon Championships einmal an einem Grand-Slam-Turnier teil, wo im Einzel und Doppel in der ersten Runde ausschied. Je ein Einzel- und Doppelturnier bei niedriger dotierten Turnieren konnte er gewinnen. In der Junioren-Rangliste erreichte er Platz 189.
Tarvet entschied sich 2022 für ein Studium in den USA, wo er an der University of San Diego, wo er ein Teil des College-Tennis-Teams wurde. In der Rangliste der College-Spieler war Tarvet ab seinem zweiten Jahr immer in den Top 10 vertreten. 2024 im Einzel sowie 2025 im Einzel und Doppel wurde er als All-American ausgezeichnet. Ab November 2024 war er für 31 Matches in Folge ungeschlagen.
Das erste Profiturnier spielte Tarvet 2022 auf der drittklassigen ITF Future Tour. Dort gelang ihm im Juni 2023 der erste Titelgewinn, der ihm zum Sprung unter die Top 900 der Weltrangliste verhalf. In den Semesterferien Ende 2023 sowie Mitte 2024 triumphierte Tarvet bei drei weiteren Future-Turnieren, bevor im Juni 2025 sein fünfter Titel hinzukam. Als Brite erhielt er Ende Juni eine Wildcard für die Qualifikation von Wimbledon, sein erstes Match außerhalb der Future Tour. Als einer der am niedrigsten platzierten Spieler im Feld besiegte er seine ersten zwei Gegner glatt in zwei Sätzen, bevor er in der Qualifikationsrunde gegen Alexander Blockx aus Belgien im ersten Best-of-Five-Match seiner Karriere die Hauptfeldteilnahme durch ein 6:3, 3:6, 6:2, 6:1 perfekt machte. Bei seiner Grand-Slam-Premiere schlug er den Schweizer Leandro Riedi glatt in drei Sätzen, bevor der Titelverteidiger Carlos Alcaraz ihn in der zweiten Runde stoppte. Da Tarvet als aktiver Student der NCAA als Amateur gilt, darf er maximal 10.000 US-Dollar seines Preisgelds pro Jahr behalten. Für seinen Einzug in die zweite Runde erhielt er über 100.000 US-Dollar. Im Anschluss an das Turnier erreichte er sein Karrierehoch von Rang 402 in der Einzel-Rangliste.